# Шерон Гант
Шерон Гант  (англ. Sharon Hunt; нар. 11 жовтня 1977) — британська вершниця, олімпійська медалістка.

## Виступи на Олімпіадах
| Олімпіада  | Дисципліна           | Місце |
| ---------- | -------------------- | ----- |
| Пекін 2008 | триборство, особисті | 34    |
| Пекін 2008 | триборство, командні | 3     |